# Permiàkia

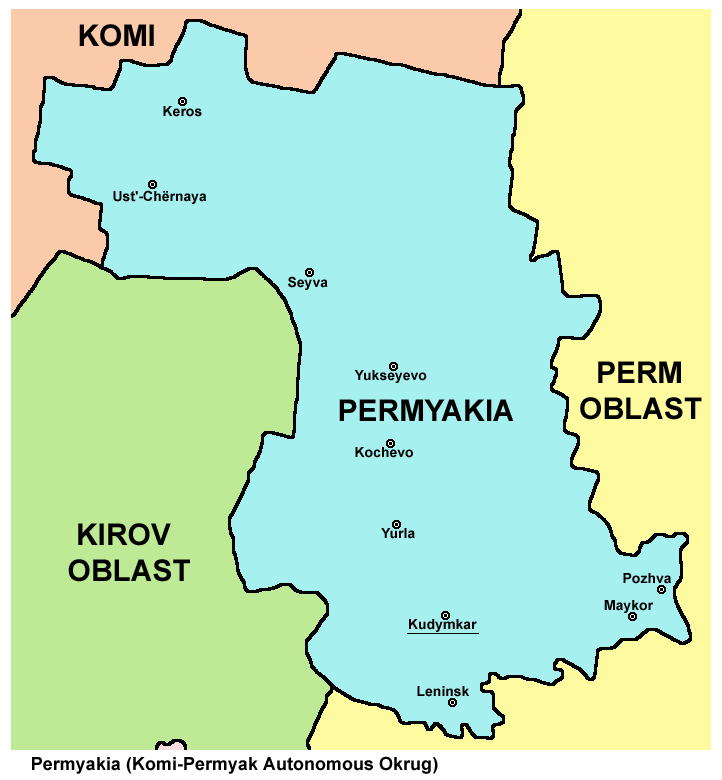
Mapa de Permiàkia

Permiàkia o el districte autònom de Permiàkia va ser un subjecte federal de la Federació Russa fins a l'1 de desembre del 2005. Va ser llavors quan es va crear el krai de Perm a partir de la fusió del districte autònom de Permiàkia i la província de Perm.
Es va formar el 26 de febrer de 1925 després d'un procès complicat com a part de la regió dels Urals de la República Socialista Federativa Soviètica de Rússia. Aquesta data és el dia de l'adopció de la decisió sobre la formació del districte de Permyatsky, en relació amb la qual aquesta data es considera el dia de la seva formació, amb diversos noms des de llavors.
Arran d'un referèndum celebrat l'any 2003 al districte autònom de Permiàkia i a la província de Perm, va passar a formar part del krai de Perm, format l'1 de desembre de 2005 per la Llei Federal de la Federació Russa del 25 de març de 2004. Segons la Carta del Krai de Perm (adoptada per l'Assemblea Legislativa del Krai de Perm el 19 d'abril de 2007, signada pel governador del krai de Perm el 27 d'abril de 2007), el districte autònom de Permiàkia forma part de la pronvíncia de Perm com a unitat administrativa territorial amb un estatus especial.